# ملادن بريسكالو
ملادن بريسكالو (بالكرواتية: Mladen Prskalo)‏ مواليد 16 يونيو 1968 في لابين، جمهورية يوغوسلافيا الاشتراكية الاتحادية، هو لاعب كرة يد كرواتي سابق تحول إلى التدريب بعد الاعتزال لعب كمحور. مثل منتخب كرواتيا لكرة اليد في 13 مباراة. حقق المركز الأول في ألعاب البحر الأبيض المتوسط 1997.

## الإنجازات
كلاعب
- بطولة يوغوسلافيا لكرة اليد (1): 1986-87
- الدوري الكرواتي لكرة اليد
  - الوصافة (1): 1992
  - الثالث (2): 1997-98، 1998-99